# Гапонов Ілля Сергійович
Ілля Сергійович Гапонов (рос. Илья́ Серге́евич Гапо́нов, нар. 25 жовтня 1997, Орел, Росія) — російський футболіст, опорний півзахисник клубу «Крила Рад».

## Ігрова кар'єра

### Клубна
Ілля Гапонов є вихованцем ДЮСШ міста Орел. Пізніше він перебрався до Москви, де грав за молодіжну команду «Строгино» з Другої ліги. Вже у віці 17 — ти років Гапонов почав грати за основну команду клубу.
Після того, як контракт футболіста з «Строгино» закінчився, влітку 2018 року півзахисник був на перегляді у стані московського «Спартака», в результаті чого підписав контракт з клубом і вже в липні дебютував у складі «Спартак-2» у турнірі ФНЛ. Восени 2018 року Гапонов був внесений в заявку «Спартака» на груповий етап Ліги Європи. Разом з основою проходив зимові збори 2019 року. А в квітні 2019 року зіграв першу гру в основі команди в РПЛ. У березні 2020 року Гапонов підписав з клубом новий контракт — до літа 2024 року.
У лютому 2022 року на правах оренди на півроку Гапонов перейшов до клубу «Крила Рад». Після закінчення терміну оренди, самарський клуб скористався опцією і викупив контракт футболіста. З «Крилами» Гапонов підписав трирічний контракт.

### Збірна
У 2018 році Ілля Гапонов провів одну гру у складі молодіжної збірної Росії.